# Les Hommes (film, 2006)
Pour les articles homonymes, voir Les Hommes.
Pour plus de détails, voir Fiche technique et Distribution.
Les Hommes est un documentaire français réalisé par Ariane Michel et sorti en 2006. C'est le premier long-métrage de cette plasticienne.

## Synopsis
Une expédition maritime scientifique débarque au Groenland, sous le regard de la nature et des animaux environnante. 

## Fiche technique
- Titre : Les Hommes
- Réalisation : Ariane Michel
- Photographie : Ariane Michel
- Son : Ferdinand Bouchara, Gadou Naudin et Stéphane de Rokini
- Montage : Ariane Michel
- Production : Love Streams Productions
- Pays d'origine :  France
- Genre : documentaire
- Durée : 95 minutes
- Dates de sortie :   
  - France : juillet 2006 (Marseille FID)
  - France : 11 juin 2008

## Genèse
Ariane Michel tourne le court métrage Sur la Terre (2005) et ce film à la suite d'une résidence sur le bateau Tara de la Fondation Tara Océan, dans l'idée de renverser le point de vue des scientifiques à bord : ce sont les humains qui sont ici observés.

## Distinctions
- 2006 : Grand prix de la compétition française au FIDMarseille[2]